# Owosso
Owosso är en stad (city) i Shiawassee County i Michigan. Vid 2020 års folkräkning hade Owosso 14 714invånare.

## Kända personer från Owosso
- James Oliver Curwood, författare
- Thomas Dewey, politiker
- Alfred D. Hershey, bakteriolog
- Albert Spear Hitchcock, botaniker